# Somatidia simplex
Somatidia simplex là một loài bọ cánh cứng trong họ Cerambycidae.